# Gorna Belica
Gorna Belica (mazedonisch Горна Белица; albanisch definit Belica e Epërme oder Belica e Sipërme, indefinit Belicë e Epërme oder Belicë e Sipërme; aromunisch Beala di Supra; zu Deutsch „Oberes Belica“) ist ein Ort im Südwesten Nordmazedoniens, rund zwölf Kilometer nordwestlich der Gemeindehauptstadt Struga entfernt. Das Dorf hat nur vier albanische Einwohner, jedoch über 140 Haushalte. er Ort ist über kurvenreiche Straßen entweder von Vevčani, Oktisi oder Višni erreichbar.
Bis Anfang des 20. Jahrhunderts führte durch den Ort die „Shkodra-Straße“, eine jahrhundertelang genutzte Handelsstraße über die albanischen Berge.
Gorna Belica ist ein beliebter Winterferienort und liegt am Osthang des Jablanica-Gebirges.
Früher lebte im Ort eine aromunische Minderheit, die jedoch seit langem entweder ins tiefer gelegene Dolna Belica oder in die benachbarte Stadt Struga ausgewandert ist.
| Jahr      | 1948 | 1953 | 1961 | 1971 | 1981 | 1991 | 1994 | 2002 | 2021 |
| --------- | ---- | ---- | ---- | ---- | ---- | ---- | ---- | ---- | ---- |
| Einwohner | 217  | 180  | 27   | 0    | 0    | 2    | 2    | 1    | 4    |